# 夏洛特·施塔彭霍斯特
夏洛特·施塔彭霍斯特（德語：Charlotte Stapenhorst，1995年6月15日—），德国女子曲棍球运动员。她曾代表德国参加2016年和2020年夏季奥林匹克运动会曲棍球比赛，其中2016年奥运会获得一枚铜牌。